# 小行星7253
小行星7253（英語：7253 Nara）是一颗围绕太阳公转的小行星。1993年2月13日，F. Uto在橿原市发现了此天体，以奈良縣（Nara）命名。
这颗小行星的绝对星等为350.09209等。